# Herrenhaus Walkenried

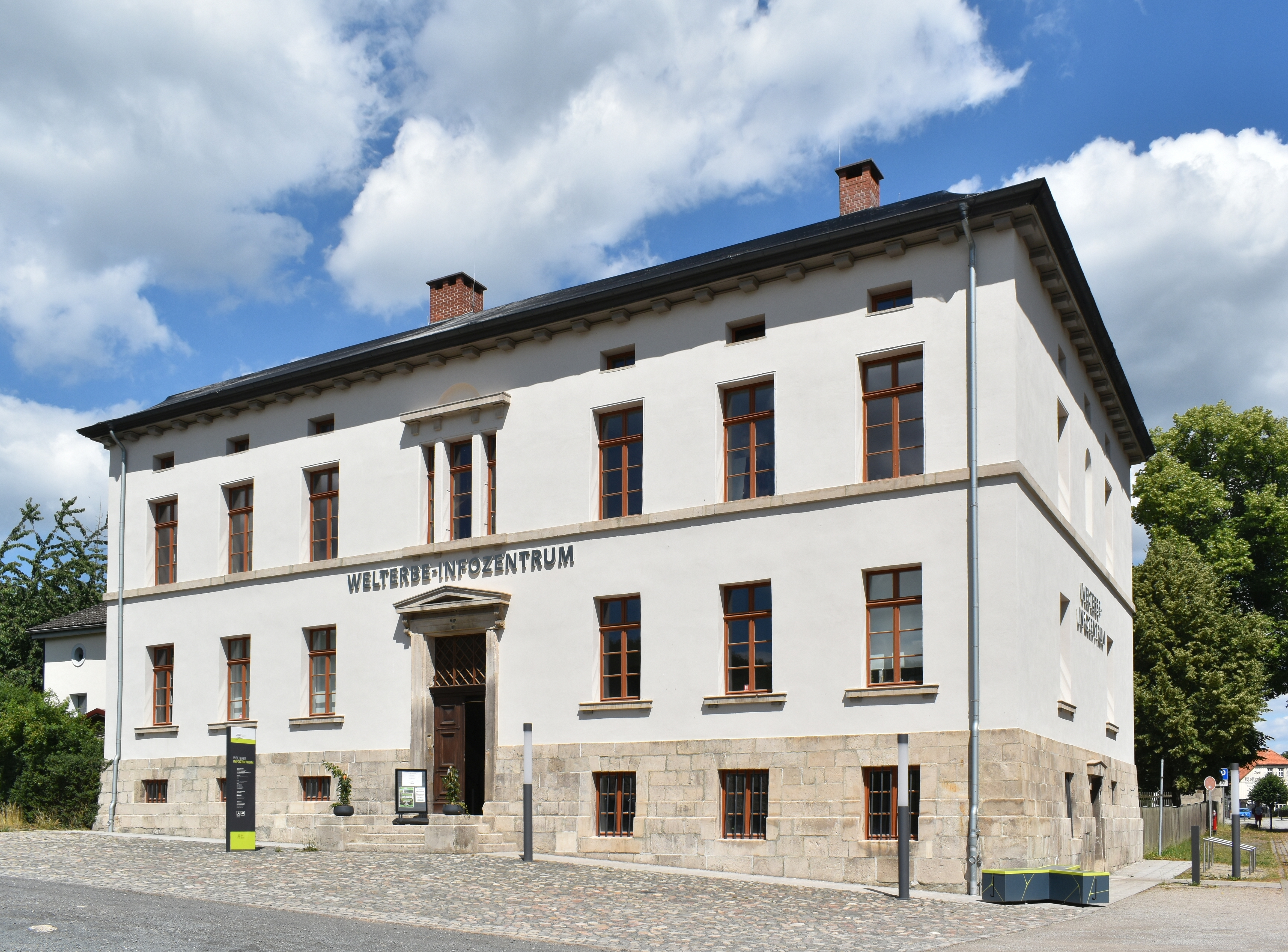
Vorderseite mit Eingang (Südseite)

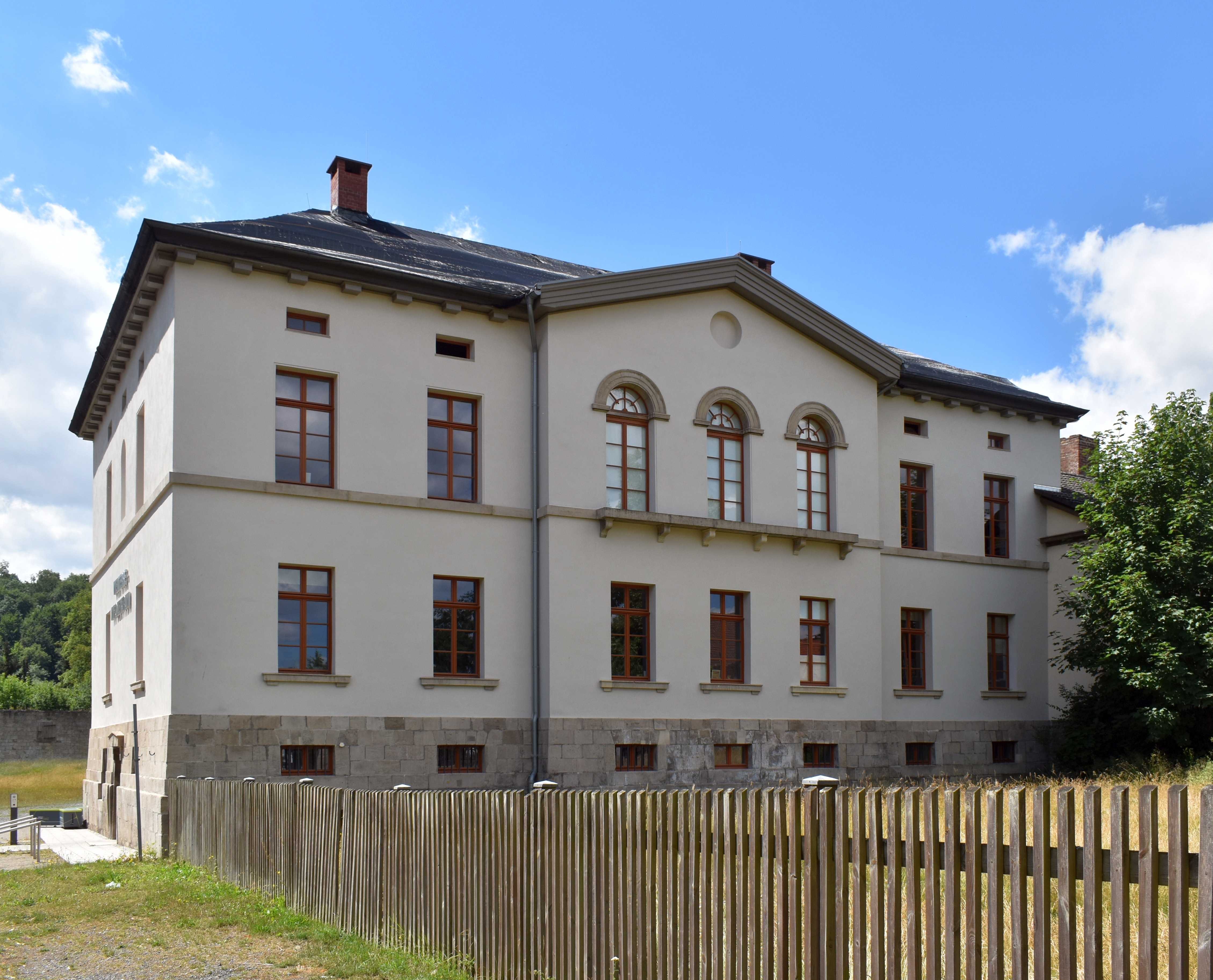
Rückseite (Nordseite)

Das Herrenhaus Walkenried ist ein 1854 erbautes und heute unter Denkmalschutz stehendes Gebäude am Klostervorplatz in Walkenried direkt neben dem Kloster Walkenried.
Im Herrenhaus der ehemaligen Klosterdomäne wurde im Juli 2020 das Welterbe-Infozentrum Walkenried eröffnet. Es ist das erste von drei Informationszentren der Stiftung UNESCO-Welterbe im Harz. Zudem hat auch die Tourist-Information Walkenried hier ihren neuen Sitz bekommen.

## Geschichte
Das 1854 erbaute Herrenhaus wurde bis in die 1970er Jahre von Pächtern der Klosterdomäne als Wohn- und Verwaltungsgebäude genutzt.
Schließlich übernahm die Gemeinde das Haus und verkaufte es 2005 an die Arbeiterwohlfahrt (AWO). Die AWO wollte dort ein Jugendheim einrichten, aber das Projekt scheiterte. Es tauchten Interessenten auf, die in dem Gebäude ein Hotel einrichten wollten. Die Stiftung Braunschweigischer Kulturbesitz (SBK) schob dem Ansinnen einen Riegel vor und kaufte das Gebäude 2016 zurück und sanierte es aufwendig. Ursprünglich war es im Besitz des Braunschweigischen Vereinigten Kloster- und Studienfonds gewesen, der heute ein Teilvermögen der SBK darstellt.
Die SBK investierte einen mittleren Millionenbetrag, um das hochkarätige Baudenkmal vor dem Verfall zu retten. Aufgrund des langen Leerstands hatte sich an manchen Stellen bereits Schwamm im Mauerwerk gebildet. So wurde zuerst das Dach mit Schiefer statt der schadhaften und nicht denkmalgerechten Betonziegel neu eingedeckt. Danach wurde die Fassade nach historischem Putz- und Farbkonzept saniert. Dabei wurde auch das Naturstein-Sockelgeschoss gereinigt und neu verfugt. Gleiches gilt für die Freitreppe, die ins Gebäude führt.
Über fünf Jahre dauerten die Restaurierungen im Inneren. Die imposante Holztreppe, die von der Eingangshalle durch ein herrschaftliches Treppenhaus hinauf in den großen Saal des Obergeschosses führt, wurde im Originalzustand erhalten. Um den aktuellen Bestimmungen zu entsprechen, wurde das geschwungene Geländer aber mit einer Stahlkonstruktion versehen. In den Räumen entdeckten die Restauratoren historische Tapeten, die über den Türen erhalten wurden und teilweise an ausgesuchten Stellen sichtbar sind. Bemerkenswert sind zudem bislang übermalte Friese, die Porträts von im Harz vorkommenden Wildtieren zeigen und wieder zum Vorschein kamen.
Im Untergeschoss ist das Ziegelstein-Gewölbe mit den gusseisernen Unterzügen erhalten geblieben. Um das zu ermöglichen, wurden in die Decken Stahlträger eingezogen, die im Nachgang wieder unsichtbar gemacht wurden. Im Untergeschoss sind heute Garderoben und behindertengerechte WC-Anlagen untergebracht. Auch sie sind mit dem denkmalgerecht integrierten Aufzug zu erreichen.
Im Herrenhaus Walkenried wurde am 22. Juli 2020 vom Niedersächsischen Wirtschaftsminister Bernd Althusmann das erste Welterbe-Informationszentrum (WEIZ) der Stiftung UNESCO-Welterbe im Harz eröffnet.

## Heutige Nutzung
Im ersten Obergeschoss wurde im Juli 2020 das Welterbe-Informationszentrum eingerichtet. Auf der 180 Quadratmeter großen Ausstellungsfläche wird ein Überblick über die UNESCO-Welterbestätte Bergwerk Rammelsberg, Altstadt von Goslar und Oberharzer Wasserwirtschaft vermittelt.
Das Welterbe im Harz misst eine Gesamtfläche von 220 Quadratkilometern und weist zahlreiche museale Standorte und öffentlich zugängliche Bodendenkmäler auf. Weitere Welterbe Infozentren wurden in Goslar (April 2022) und Clausthal-Zellerfeld (September 2022) eingerichtet.
Herzstück eines jeden Welterbe-Infozentrums ist ein 3D-Landschaftsmodell mit Videoprojektion, die den Veränderungsprozess der 3000 Jahre alten Kulturlandschaft im Westharz verdeutlicht. Mensch – Natur – Technik werden hier in einen zeitlichen und inhaltlichen Zusammenhang gebracht. Die barrierefreie Ausstellung kann kostenfrei besucht werden.
Im Erdgeschoss wurde die Verwaltung des Zisterziensermuseums Kloster Walkenried untergebracht. Die Stiftung Welterbe im Harz hat auch die Trägerschaft von Klosteranlage und Museum. Die Gebäude sind jedoch im Eigentum der Stiftung Braunschweigischer Kulturbesitz.
Des Weiteren hat im Erdgeschoss auch die Tourist-Information Walkenried ihren neuen Sitz.
Im Untergeschoss (Keller) des Herrenhauses Walkenried sind heute die Garderoben und behindertengerechte WC-Anlagen untergebracht, die auch vom benachbarten Kloster Walkenried genutzt werden.

## Touristisches Leitsystem
Am 9. Oktober 2021 hat die Stiftung UNESCO-Welterbe im Harz ein neues touristisches Leitsystem für das UNESCO-Welterbe im Westharz eröffnet. Die Welterbe-Route verbindet die im niedersächsischen Teil des Harzes gelegenen  Sehenswürdigkeiten des Welterbes über das öffentliche Verkehrswegenetz für Autofahrer sowie Fußgänger und vermittelt Informationen zum UNESCO-Welterbe im Harz und zu den jeweiligen Welterbe-Standorten.
Die Welterbe-Route im Harz führt auf einer Strecke von rund 73 km von Goslar nach Walkenried sowie auf einem 12 km langen Abstecher von Clausthal-Zellerfeld nach Bad Grund.
Ein Fußgängerleitsystem wurde zusätzlich für Wildemann, Bad Grund, Sankt Andreasberg und Walkenried realisiert.